# Huaihua
Huaihua  (kinesisk: 怀化; pinyin: Huáihuà ) er en by på præfekturniveau i provinsen Hunan i det sydlige Kina. Præfekturet har et areal på 	27,564 km² og en befolkning på 5.050.000 mennesker (2007).
Byen har kemisk og farmaceutisk industri, og er et vigtigt jernbane- og vejknudepunkt mellem Vest- og Øst-Kina.  Selve byen er stærkt forurenet af trafikken.
Huaihua har haft universitet siden 1958, en farverig befolkning bestående både af Han-kinesere og mange minoriteter (Miao, Dong). Omgivelserne er interessante og smukke, både naturmæssigt og kulturelt.
Byens flyveplads, Zhijiang Hunan, ligger 35 km fra Huaihua centrum, og trafikeres af China Southern Airlines. 
Zhijiang var en vigtig militærflyveplads under anden verdenskrig, og skueplads for den japanske kapitulation overfor Kina i 1945. Det gamle baseanlæg er i dag et museum om modstanden mod japanerne. I Zhijiang by ligger verdens længste overbyggede bro, konstrueret i Dong-arkitektur, en såkaldt «Vind-og-regn bro.» 
Fra Huaihua er der to timers bussrejse til den gamle flodby Fenghuang, og fire timers togrejse til Zhangjiajie ved den storslåede naturpark Wulingyuan. Togrejse til Beijing tager 23 timer, til Guangzhou 13 timer. Der er for nylig fuldført en ny højhastigheds motorvej fra Huaihua til Chongqing, og parallelt også en ny højhastigheds togtrasé.

## Administrative enheder
Huaihua består af et bydistrikt, et byamt, fem amter og fem autonome amter:
- Bydistriktet Hecheng (鹤城区), 729 km², 330.000 indbyggere, sæde for lokalregeringen;
- Amtet Yuanling (沅陵县), 5 825 km², 630.000 indbyggere;
- Amtet Chenxi (辰溪县), 1 977 km², 500.000 indbyggere;
- Amtet Xupu (溆浦县), 3 438 km², 850.000 indbyggere;
- Amtet Zhongfang (中方县), 1 467 km², 260.000 indbyggere);
- Amtet Huitong (会同县), 2 245 km², 340.000 indbyggere;
- Det autonome amt Mayang for miaofolket (麻阳苗族自治县), 1.561 km², 360.000 indbyggere;
- Det autonome amt Xinhuang for dongfolket (新晃侗族自治县), 1.511 km², 250.000 indbyggere;
- Det autonome amt Zhijiang for dongfolket (芷江侗族自治县), 2.096 km², 360.000 indbyggere;
- Det autonome amt Jingzhou for miao- og dongfolkene (靖州苗族侗族自治县), 2.211 km², 260.000 indbyggere;
- Det autonome amt Tongdao for dongfolket (通道侗族自治县), 2.225 km², 220.000 indbyggere;
- Byamtet Hongjiang (洪江市), 2.279 km², 500.000 indbyggere.

## Trafik
Kinas rigsvej 209 går gennem området. Den begynder i Hohhot i Indre Mongoliet, krydser gennem provinserne Shanxi, Henan, Hubei, Hunan og ender i havnebyen Beihai i Guangxi.
Kinas rigsvej 320 går gennem området. Den begynder i Shanghai og løber mod sydvest til grænsen mellem provinsen Yunnan og Burma. Undervejs passerer  den blandt andet Hangzhou, Nanchang, Guiyang, Kunming og Dali.
27°32′58″N 109°57′33″Ø / 27.54944°N 109.95917°Ø